# Esparts
D'acord amb la mitologia grega, els Esparts (en grec antic Σπαρτοί "els homes sembrats") van ser els que van néixer de les dents del drac mort per Cadme al lloc on més endavant s'aixecaria la ciutat de Tebes. L'heroi les hauria sembrat per consell d'Atena (o d'Ares).
Van sortir en gran nombre de la terra, adults i completament armats, i es produí una lluita entre ells destruint-se mútuament. Només en van sobreviure cinc, anomenats Ctoni, Equíon, Hiperènor, Pelor i Udeu, que foren els caps de les principals estirps de la ciutat. Cadme els va admetre a tots a Tebes i amb la seva ajuda va construir la Cadmea, que és la ciutadella de la ciutat.
Algunes de les dents del drac els havia guardat Atena, i els va donar al rei Eetes de Còlquida. Una de les proves que aquest rei va imposar a Jàson per obtenir el velló d'or va ser que junyís dos toros amb potes de bronze i sembrés les dents. Jàson ho va fer així, i de les dents també van néixer homes armats que van començar a lluitar contra Jàson, però ell els tirà una pedra i van seguir lluitant entre ells fins que es van exterminar.